# Les P'tites Femmes de Pigalle
Les P'tites Femmes de Pigalle est une chanson écrite et interprétée par Serge Lama sur une composition de Jacques Datin, parue en  1973. Extraite de l'album Je suis malade, elle sort également en single. La chanson reçoit un Oscar de la chanson française en 1974.

## Sujet de la chanson
Un homme raconte comment, après s'être fait « voler la femme de sa vie », il est allé chaque nuit soigner son cœur chez les prostituées à Pigalle, où « grâce à leurs petits cours » il a réalisé « qu'en amour » il ne « valait pas un sou » et déclare en guise de conclusion faire « tous les endroits que l'Église condamne » et  « qu'un soir par hasard », il y a « retrouvé [sa] femme ».

## Classements hebdomadaires
| Classement (1973)                       | Meilleure position |
| --------------------------------------- | ------------------ |
| France (CIDD)                           | 22                 |
| Belgique (Wallonie Ultratop 50 Singles) | 8                  |